# International Conference on Functional Programming Contest
Der ICFP Contest ist ein Programmierwettbewerb, der jährlich im Umfeld der ICFP-Konferenz ausgerichtet wird. Der erste ICFP Contest fand 1998 statt.

## Austragungsmodus
Das gestellte Problem darf mit einer beliebigen Programmiersprache, zum Teil sogar mit beliebigen Hilfsmitteln und Anzahl an Teammitgliedern gelöst werden, auch wenn die Veranstalter hoffen, dass sich eine funktionale Sprache durchsetzt. Die einzige Begrenzung stellt die zur Verfügung stehende Zeit dar (Zeitlimit).
Es gibt üblicherweise zwei Wertungen, die Lightning Division, für Lösungen, die innerhalb eines Tages erstellt wurden und die normale Main Division, wo drei Tage für die Lösung ausgeschöpft werden dürfen.
Die Probleme sind in der Regel recht anspruchsvoll, in der Vergangenheit war Hintergrundwissen aus den Bereichen Raytracing, Optimale Steuerung und KI gefordert.

## Teilnehmer
Jeder kann teilnehmen, ob Student oder Profi, alleine oder im Team.
Das Feld ist in der Regel stark besetzt. Unter den Teilnehmern vergangener Wettbewerbe befanden sich so illustre Namen wie Thomas Rockiki (dvips), Simon Peyton Jones (Haskell), Joe Armstrong (Erlang), Andreas Bogk (libc5, Dylan), Tom Duff (Duff’s Device).

## Austragungsort
Der Wettbewerb wird über das Internet veranstaltet, d. h. man kann von überall auf der Welt, wo es eine Netzanbindung gibt, teilnehmen.

## Preise
Zu gewinnen ist im Wesentlichen Ruhm, denn für die ersten Plätze gibt es traditionelle Proklamationen:
The judges declare...
- Jurypreis: Your team is an extremely cool bunch of hackers!
- Sieger Lightning Division: Your language is very suitable for rapid prototyping.
- 2. Platz Main Division: Your language is a fine programming tool for many applications.
- 1. Platz Main Division: Your language is the language of choice for discriminating hackers!

Oft gibt es auch ein Ticket zur ICFP-Konferenz, auf der die Gewinner und ihre Lösung vorgestellt werden.

## Bisherige Wettbewerbe
- 2024
  - Aufgabe:
- 2023
  - Aufgabe:
- 2022
  - Aufgabe:
- 2021
  - Aufgabe:
- 2020
  - Aufgabe:
- 2019
  - Aufgabe: Worker-Wrappers against Bit Rot[1]
- 2018
  - Aufgabe: Nanobot-Spuren generieren, um gezielte 3D-Objekte zu konstruieren und gleichzeitig den Energieverbrauch zu minimieren.[2]
- 2017
  - Aufgabe: Es ist ein Spiel zu entwickeln, in dem Lambdas transportiert werden!
- 2016
  - Aufgabe: Es geht um Origami.[3]
- 2015
  - Aufgabe: Erstelle ein  Tetris-ähnliches Spiel, welches geheime Botschaften übermittelt.
- 2014
  - Aufgabe: Schreibe ein Programm für ein Pacman-ähnliches Spiel.
- 2013
  - Aufgabe: Es ist ein durch einen beschränkten Befehlssatz kurzer Code zu finden, der ein als Zahl vorgegebenes Ergebnis aus einer Ausgangszahl berechnet. Je kürzer der Code, desto mehr Punkte gibt es.
- 2012
  - Aufgabe: Digger-Variante
- 2011
  - Aufgabe: Kartenspiel a la Magic: The Gathering mit SK-Kombinatorkalkül
- 13. Wettbewerb 2010[4]
  - Aufgabe: Autos und passende Aufgabe: Autos und passende Treibstoffe
  - Eigentlich Suche nach passenden Matrizen, die komplizierte Bedingungen erfüllen

- 12. Wettbewerb 2009[5]
  - Aufgabe: Satelliten-Steuerung.
  - First Prize: C++
  - Lightning: ML
  - Judges Prize: Haskell, MATLAB, PHP, Python, C++, Java

- 11. Wettbewerb 2008[6]
  - Aufgabe: Kontrolle eines Mars-Rover, der diverse Hürden und Feinde umgehen muss
  - First Prize:  Java
  - Lightning: OCaml
  - Judges prize: TeX

- 10. Wettbewerb 2007[7]:
  - Aufgabe: Bildtransformation mit Hilfe einer zusätzlichen Programmiersprache, die über Reverse Engineering entschlüsselt werden muss.
  - First Prize: C++
  - Second Prize: Perl
  - Judge’s Prize: Celestial Dire Badger (Jed Davis) mit OCaml und C++

- 9. Wettbewerb 2006[8]:
  - Aufgabe: Implementierung einer virtuellen Maschine.
  - First Prize: C++, Haskell, Python, bash, 2D und eine Google-eigene Sprache (Google-Team)
  - Second Prize: D, C, C++, Java, Ruby
  - Third Prize: Assembler, C++, Perl, Shellskript
  - Judge’s Prize: C++, Perl

- 8. Wettbewerb 2005[9]:
  - Aufgabe: Spielersteuerung eines komplexen Räuber-und-Gendarm-„Brettspiels“.
  - First Prize: Haskell
  - Second Prize: Dylan
  - Third Prize: Haskell
  - Judge’s Prize: Dylan

- 7. Wettbewerb 2004[10]:
  - Aufgabe: Programmierung eines Ameisengehirns
  - First Prize: Haskell
  - Second Prize: C++
  - Lightning Division: Java, C++, Perl, m4
  - Judge’s Prize: Objective CAML

- 6. Wettbewerb 2003[11]:
  - Aufgabe: Optimale Steuerung eines Rennwagens durch zum Teil arg verzwickte Rennstrecken
  - First Prize: C++
  - Second Prize: C++
  - Lightning Division: Objective CAML
  - Judge’s Prize: Dylan, C++

- 5. Wettbewerb 2002[12]:
  - Aufgabe: Roboter-Paketdienst
  - First Prize: Objective CAML
  - Second Prize: C
  - Judge’s Prize: Python

- 4. Wettbewerb 2001[13]:
  - Aufgabe: Entwicklung eines Parsers für sehr große SML/NG-Dateien
  - First Prize: Haskell
  - Second Prize: Dylan
  - Judge’s Prize: Erlang

- 3. Wettbewerb 2000[14]:
  - Aufgabe: Entwicklung eines Raytracers
  - First Prize: Objective CAML
  - Second Prize: Objective CAML
  - Judge’s Prize: Standard ML

- 2. Wettbewerb 1999[15]:
  - Aufgabe: Programmierung eines NPC
  - First Prize: Objective CAML
  - Second Prize: Haskell
  - Judge’s Prize: Haskell

- 1. Wettbewerb 1998[16]:
  - Aufgabe: Gewinnstrategie für pousse (eine schräge Tic-Tac-Toe-Variante)
  - First Prize: Cilk
  - Second Prize: C und Objective CAML
  - Judge’s Prize: J